# Piłka nożna w Austrii
Piłka nożna (niem. Fußball ˈfuːsˌbal) jest najpopularniejszym sportem w Austrii. Jej głównym organizatorem na terenie Austrii pozostaje Österreichischer Fußball-Bund (ÖFB).
Austriaccy piłkarze zdobywali tytuł króla strzelców wśród lig europejskich - Złoty But (Hans Krankl w 1977/78 i Anton Polster w 1986/87).
W Bundeslidze grają znane kluby świata, takie jak Rapid Wiedeń, Austria Wiedeń i Red Bull Salzburg.

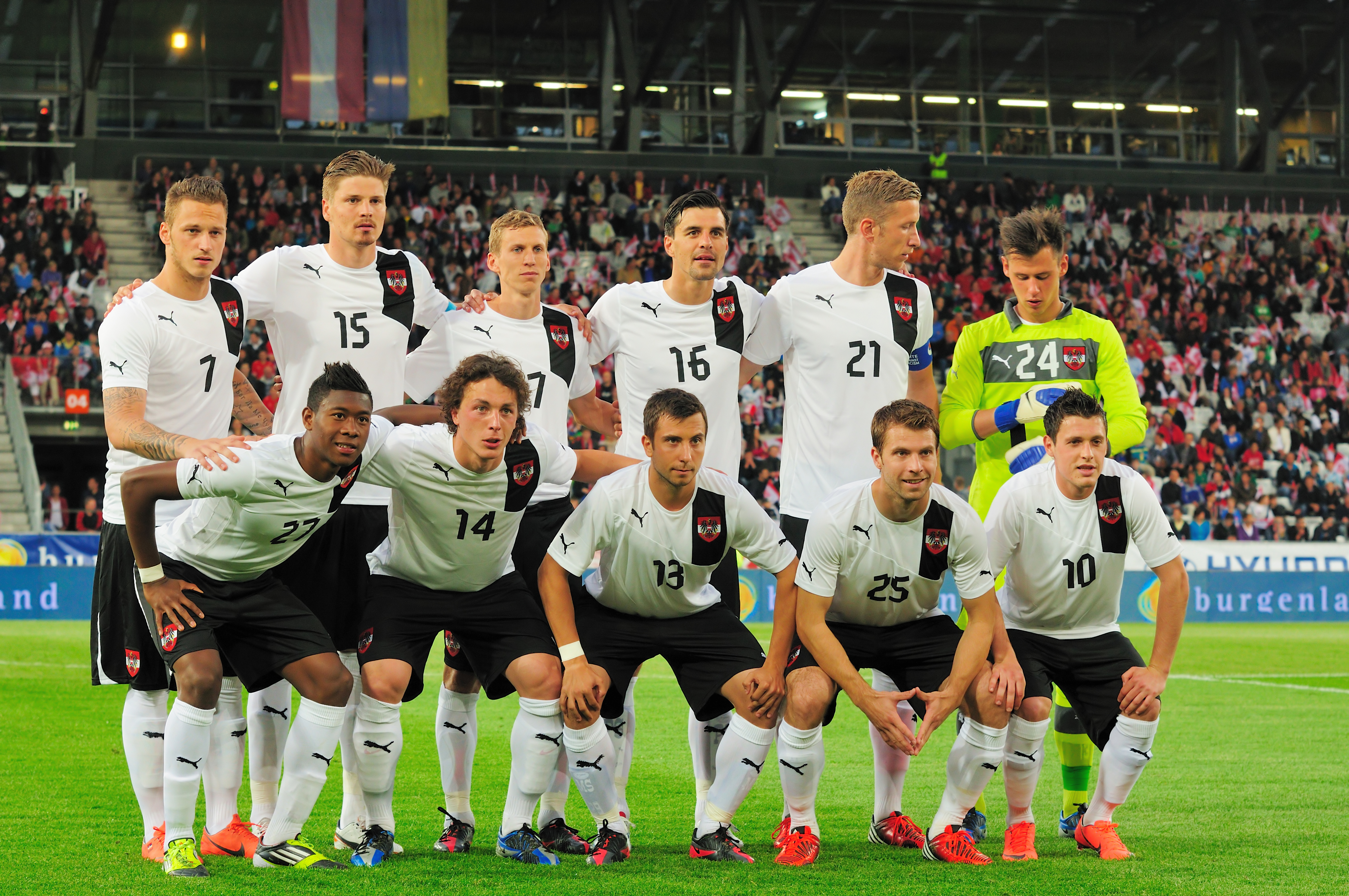
Reprezentacja Austrii podczas meczu z Ukrainą w 2012 roku.

Ernst Happel jako jedyny austriacki menedżer, który wygrał rozgrywki Ligi Mistrzów (dawniej Pucharu Europy - 2 tytuły).

## Historia

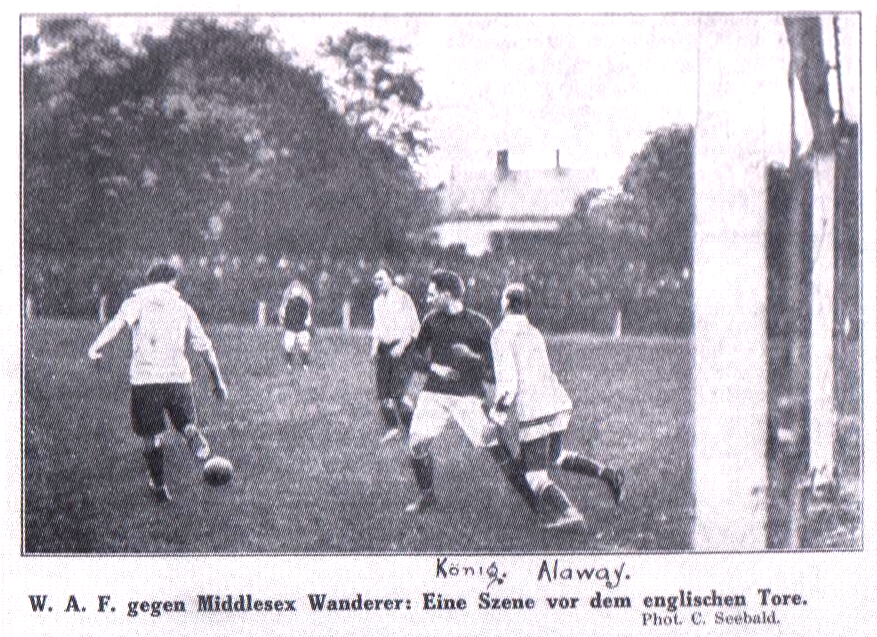
Mecz międzynarodowy pomiędzy Wiener AF i Middlesex Wanderers A.F.C. w 1912 roku.

Piłka nożna zaczęła zyskiwać popularność w Austrii pod koniec XIX wieku. 22 sierpnia 1894 roku w Wiedniu powstał pierwszy austriacki klub piłkarski First Vienna FC założony przez Anglików. Od 1900 roku w Wiedniu w formacie ligowym rozgrywano rozgrywki pucharowe o nazwie Neues Wiener Tagblatt Pokal.
Po założeniu austriackiej federacji piłkarskiej – ÖFV (Österreichischen Fußball-Verbands - w 1926 zmienił nazwę na ÖFB) 18 marca 1904 roku, rozpoczął się proces zorganizowania pierwszych oficjalnych Mistrzostw Austrii w sezonie 1911/12.
W sezonie 1911/12 po raz pierwszy wystartowały rozgrywki o mistrzostwo na terenie Austro-Węgier, zwane 1. Klasse, które zostały zorganizowane przez Niederösterreichischer Fußball-Verband (Związek Piłki Nożnej Dolnej Austrii), a uczestnicy walczyli o tytuł Niederösterreichische Landesmeister (mistrza Dolnej Austrii). Od 1924 roku liga została uznana za zawodową i zmieniła nazwę na I. Liga. W 1929 roku po raz pierwszy rozegrano amatorskie mistrzostwo dla klubów z całej Austrii, wygrane przez Grazer AK, jednak kluby z ligi zawodowej w Wiedniu nie uczestniczyły w nich. W sezonie 1936/37 została wprowadzona Nationalliga, ale w niej grali tylko 12 zespołów z Wiednia.
W 1938 roku Austria została przyłączona do III Rzeszy (Anschluss). Krajowe zawody w piłce nożnej stały się częścią niemieckiej struktury ligowej jako Gauliga XVII. Po raz pierwszy kluby spoza Wiednia uzyskały zgodę na dołączenie do najwyższej ligi z wprowadzeniem Gauliga Ostmark w sezonie 1938/1939. W 1941 Rapid Wiedeń zwyciężył najpierw w Gaulidze, a potem był pierwszy w grupie 4 rozgrywek o mistrzostwo Niemiec, po czym w fazie pucharowej pokonał w półfinale 2:1 Dresdner SC, a w finale 4:3 Schalke 04, zdobywając tytuł mistrza Niemiec. W sezonie 1941/42 liga zmieniła nazwę na Gauliga Donau-Alpenland. 
W 1945 roku przywrócono republikę demokratyczną, po czym wznowione rozgrywki piłkarskie. Liga powróciła do formatu wiedeńskiego w 1945 roku i wróciła do nazwy 1. Klasse. W sezonie 1949/50 liga zmieniła nazwę na Staatsliga i w niej już uczestniczyły również zespoły spoza Wiednia. Od sezonu 1965/66 liga ponownie nazywała się Nationalliga. W sezonie 1974/75 po raz pierwszy została użyta nazwa Bundesliga', ale już od następnego sezonu nosiła nazwę 1. Division.
Rozgrywki zawodowej Bundesligi zainaugurowano w sezonie 1993/94.

## Format rozgrywek ligowych
W obowiązującym systemie ligowym trzy najwyższe klasy rozgrywkowe są ogólnokrajowe (Bundesliga, 2. Liga i Regionalliga). Dopiero na czwartym poziomie pojawiają się grupy regionalne.

## Puchary
Rozgrywki pucharowe rozgrywane w Austrii to:
- Puchar Austrii (ÖFB-Cup),
- Superpuchar Austrii (ÖFB-Supercup) - mecz między mistrzem kraju i zdobywcą Pucharu.